# Crime et Châtiment (1956)
Crime et Châtiment is een Franse film van Georges Lampin die werd uitgebracht in 1956.
Het scenario is losjes gebaseerd op de roman Misdaad en straf (1866) van Fjodor Dostojevski. Lampin heeft het verhaal overgeheveld van het 19e-eeuwse Rusland naar het hedendaagse Frankrijk van de jaren vijftig van de 20e eeuw. Het hoofdpersonage Raskolnikov kreeg een nieuwe, Franse naam: René Brunel.

## Verhaal
De getormenteerde en arme student René Brunel vindt zichzelf zo intelligent en superieur dat hij zich boven de wet verheven waant. Om zijn theorie kracht bij te zetten zal hij een moord begaan, niet gehinderd door zijn geweten noch door enig moreel besef.
Onlangs heeft hij zijn laatste bezit, een uurwerk, in pand gegeven bij mevrouw Horvais, een oude hatelijke pandjeshoudster en heler. Wat later brengt hij de woekeraarster met een mes om het leven. Hij berooft haar maar hij verbergt het geld en de juwelen zonder er iets mee aan te vangen. Al gauw begint zijn geweten toch te knagen en krijgt hij wroeging.
Commissaris Gallet heeft een sterk vermoeden dat Brunel de dader is maar hij heeft geen enkel bewijs voor diens schuld. Bovendien legt een arbeider, die op het ogenblik van de moord aan het schilderen was in het gebouw waar Horvais woonde, in dronken toestand bekentenissen af. De gekwelde Brunel ondervindt meer en meer de nood om zijn hart te luchten. Gespeeld onverschillig praat hij met Gallet, wat hem spoedig verdacht maakt.

## Rolverdeling
| Acteur           | Personage                                        |
| ---------------- | ------------------------------------------------ |
| Robert Hossein   | René Brunel                                      |
| Jean Gabin       | commissaris Gallet                               |
| Marina Vlady     | Lili Marcellin                                   |
| Ulla Jacobsson   | Nicole Brunel, de zuster van René                |
| Bernard Blier    | Antoine Monestier, de antiquair                  |
| Gaby Morlay      | mevrouw Brunel, de moeder van René en Nicole     |
| Yvette Etiévant  | Thérèse Marcellin, de moeder van Lili            |
| Gérard Blain     | Jean Fargeot, de vriend van René                 |
| Albert Rémy      | inspecteur Renaud                                |
| Julien Carette   | Pierre Marcellin, de vader van Lili, alcoholicus |
| Lino Ventura     | Gustave Messonier, de cafébaas                   |
| Gabrielle Fontan | mevrouw Horvais, de oude woekeraarster           |
| Marie-José Nat   | het jonge meisje op het bal                      |
| René Havard      | inspecteur Noblet                                |
| Roland Lesaffre  | André Lesur, de schilder                         |
| Jacques Hilling  | de conciërge van mevrouw Horvais                 |